# Poutavanh Phengthalangsy
Poutavanh Phengthalangsy (ur. 10 lutego 1971) – laotański lekkoatleta specjalizujący się w biegach sprinterskich, uczestnik letnich igrzysk olimpijskich.
Phengthalangsy reprezentował Laos na Letnich Igrzyskach Olimpijskich 1996 w Atlancie. Wystąpił w biegu sztafetowym 4 × 100 metrów razem z Thongdy Amnouayphone, Sisomphone Vongpharkdy i Souliyasak Ketkeolatsami. Laotańczycy zajęli ostatnie, 8. miejsce w eliminacjach z czasem 44,14 s i tym samym nie awansowali do półfinałów.